# Synetocephalus vandykei
Synetocephalus vandykei es una especie de insecto coleóptero de la familia Chrysomelidae. Se encuentra en Norteamérica.
Fue descrita científicamente en 1942 por Blake.